# 宿州东站
宿州东站位于中华人民共和国安徽省宿州市埇桥区蒿沟乡两半昌村。京沪高铁全线设23个停靠站，宿州东站为第12个站，上行距北京南站767公里（正线长度）。车站占地200余亩，站房总建筑面积4998平方米，2011年5月22日竣工。设计近期年客运量511万人，远期704万人。京沪高铁宿州段长65.76公里，由北向南贯穿宿州市，途经埇桥区杨庄乡、栏杆镇、支河乡、永安镇、桃沟乡、蒿沟乡、大店镇7个乡镇、36个村庄。

## 车站设施

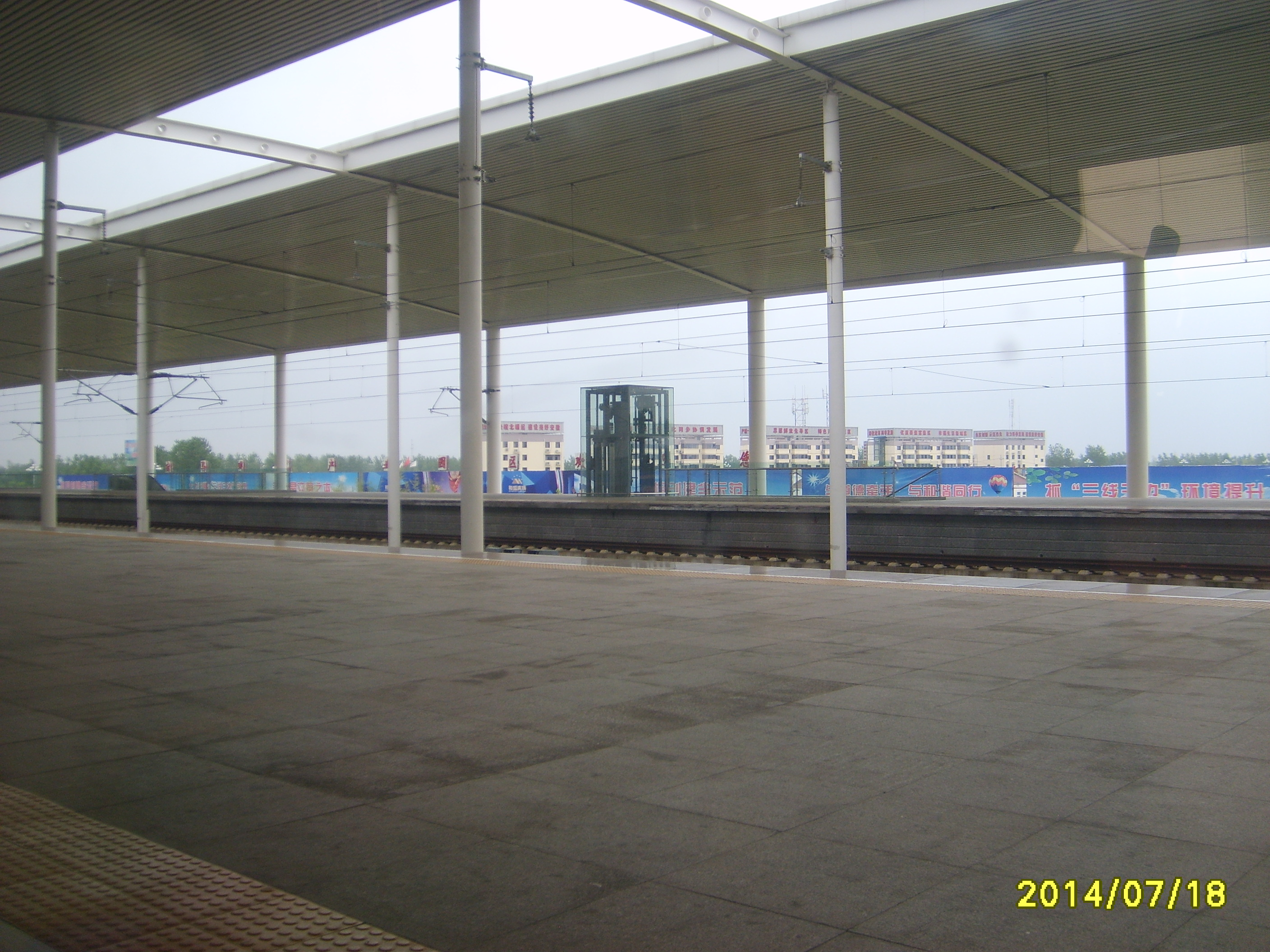
宿州东站站台

### 站房
宿州东站站房为“线侧下式”站房，站房主体为1层，两侧局部为3层；车站站房呈“方盒型”，设计吸取徽派建筑元素；灰色外壁墙面上，刻着圆形镂空“窗花”。建筑主体高度为17.7米，总长121米，总宽31米，总建筑面积为4993平方米；其中，普通候车室1622平方米，贵宾候车厅82.8平方米，售票厅221平方米。

### 站场
宿州东站设有2座岛式中间站台，共有6条股线，正线2条，到发线4条。结合车站进、出站流线模式设进站地道1座，宽8米。
| 2F   | 4站台    | 京沪高速铁路 往上海虹桥方向（蚌埠南）                                            |
| 2F   | 岛式站台 |                                                                                  |
| 2F   | 3站台    | 京沪高速铁路 往上海虹桥方向（蚌埠南）                                            |
| 2F   | 通过线   | 京沪高速铁路 下行列车通过线                                                      |
| 2F   | 通过线   | 京沪高速铁路 上行列车通过线                                                      |
| 2F   | 2站台    | 京沪高速铁路 往北京南方向（徐州东）                                              |
| 2F   | 岛式站台 |                                                                                  |
| 2F   | 1站台    | 京沪高速铁路 往北京南方向（徐州东）                                              |
| 1F   | 候车室   | 售票处、自动售票机、验票闸门、等候区 出入口、服务台、接送区、商店 洗手间、育婴室 |
| 地面 | 联外区   | 停车场、公交、出租车排班区、接送区                                               |